# 香港港口
港口是香港的主要天然資源。明朝大嶼山仍盛産沉香時，香木會運到沙螺灣包裝、加工，再運到香港仔石排灣，然後轉運到現稱廣州的集散地。1841年香港開埠，早年商業活動以貿易為主，作為中國與外國之間一個主要的轉口港，至今貿易仍是香港其中一個主要經濟支柱。黃埔船塢是香港當時的一座船塢，為當時亞洲其中最大規模的船塢之一。

## 港口設施
- 維多利亞港：維多利亞港是香港島和九龍半島之間的海港。港闊水深，為天然良港。早年，維多利亞港已被英國人看中有成為東亞地區的優良港口的潛力，不惜藉戰爭從滿清政府手上奪得香港，發展其遠東的海上貿易事業。香港的殖民地史隨即展開。維多利亞港一直主導香港的經濟和旅遊業發展，是香港成為國際大城市的關鍵之一。根據2004年的資料，維多利亞港面積為41.88平方公里，深度大約為30米至40米。範圍東至鯉魚門，西至汲水門，北至青衣南部海域。
- 葵青貨櫃碼頭：葵青貨櫃碼頭，又稱葵涌貨櫃碼頭，位於葵青區醉酒灣及藍巴勒海峽（維多利亞港港池內），是香港最主要的貨櫃物流處理中心，目前是全世界第三大吞吐量的貨櫃港口，共有九個貨櫃碼頭，泊位共有24個。碼頭全年總處理能力超過1800萬個標準貨櫃單位，2004年，葵青貨櫃碼頭處理的貨物總量約為1342萬5千個貨櫃單位。1992年至2004年，香港都是全球最繁忙的貨櫃港口。
- 香港內河碼頭：香港內河碼頭是香港首個為內河貨運而興建之碼頭，位於新界屯門望后石龍門路201號，佔地65公頃，靠泊碼頭總長度達3000米，共60個泊位。該碼頭為往來珠江三角洲及香港間的貨櫃及散裝貨物提供全面處理及存倉服務。股東是長江和記實業有限公司及新鴻基地產。
- 貨物裝卸區
- 中流作業
- 運輸業

## 軼事
1890年，俄羅斯短篇小說家、劇作家契訶夫離開庫頁島後，乘船從海參崴出發，經香港、新加坡，11月到達可倫坡。1922年末、1923年初，阿爾伯特·愛因斯坦曾在航途中路經停留香港。

### 引用
1. ↑  陳, 嘉文. . 明報. 2015年2月15日  [2017年8月2日]. （原始内容存档于2015年9月7日）. （页面存档备份，存于）
2. ↑  Haviland, Charles, , bbc.com, December 29, 2010  [2017-07-22], （原始内容存档于2017-08-02） （页面存档备份，存于）
3. ↑  . South China Morning Post. 2018-04-04  [2020-07-17]. （原始内容存档于2020-11-09） （英语）. （页面存档备份，存于）
4. ↑  . www.ust.hk.   [2020-07-17]. （原始内容存档于2020-07-18）. （页面存档备份，存于）

## 外部連結
- 香港港口統計資料 - 政府統計處